# Lance Hool
Lance Hool (* 11. Mai 1948 in Mexiko-Stadt) ist ein mexikanischer Filmproduzent, Schauspieler und Regisseur.

## Leben
Hool wuchs in Mexiko-Stadt, seinem Geburtsort, auf. Er studierte an der Universidad de las Américas. Erste Erfahrungen im Filmgeschäft sammelte er zunächst ab Beginn der 1970er Jahre als Schauspieler und wirkte bis zum Ende des Jahrzehnts in rund einem Dutzend Filmen mit. Eine größere Rolle hatte dabei in The Bullfighters – Das Todeslied der stählernen Ketten von 1974 inne. Ab 1979 wandte er sich der Filmproduktion zu und beendete die Schauspielerei. Bis einschließlich 2011 war er in verschiedenen Positionen an 25 Produktionen beteiligt. 1985 wurde mit Missing in Action 2 – Die Rückkehr sein Regiedebüt veröffentlicht. Zwei Jahre später folgte Steel Dawn – Die Fährte des Siegers. 1999 entstand mit Rileys letzte Schlacht (One Man's Hero) seine dritte und bislang letzte Regiearbeit. 
Missing in Action 2 sollte ursprünglich vor Missing in Action veröffentlicht werden und wurde vor diesem inszeniert. Gedreht wurde er in Mexiko sowie auf der Insel St. Kitts statt. Hool zeichnete auch für die Produktionsabläufe sowie den Cast verantwortlich und überarbeitete das eigentliche Drehbuch. Er hatte bereits zuvor bei Ein Mann wie Dynamit mit Cannon Films zusammengearbeitet.
Als Produzent arbeitete er u. a. mehrfach mit dem Regisseur J. Lee Thompson zusammen.
Mit den Santa Fe Film and Media Studios betreibt Hool gemeinsam mit anderen Familienmitgliedern, u. a. seinem Bruder Conrad Hool, ein eigenes Produktionsstudio.
Er ist seit 1971 verheiratet und Vater zweier Kinder, Brett und Jason, die auch in jungen Jahren in seinen Filmen spielten.

## Filmografie (Auswahl)
- 1976: Killerhunde (Dogs), als Schauspieler
- 1979: Cabo Blanco (Caboblanco, Produktion)
- 1982: Flash Fire (Produktion)
- 1983: Ein Mann wie Dynamit (10 to Midnight)
- 1985: Missing in Action 2 – Die Rückkehr (Missing in Action 2 – The Beginning, Regie)
- 1987: Steel Dawn – Die Fährte des Siegers (Steel Dawn , Regie und Produktion)
- 1989: Damned River (Produktion)
- 1994: Roadflower (Produktion)
- 1999: Rileys letzte Schlacht (One Man’s Hero, Regie und Produktion)
- 2001: Crocodile Dundee in Los Angeles (Produktion)

## Belege
1. ↑  Tobias Hohmann: Chuck Norris. Action-Stars Band 3. Knorr Martens, Hille 2013, ISBN 978-3-942621-20-5, S. 156.
2. ↑  Tobias Hohmann: Chuck Norris. Action-Stars Band 3. Knorr Martens, Hille 2013, ISBN 978-3-942621-20-5, S. 153.
3. ↑  Tobias Hohmann: Chuck Norris. Action-Stars Band 3. Knorr Martens, Hille 2013, ISBN 978-3-942621-20-5, S. 152 f.
4. ↑  History. In: www.santafestudios.com. Abgerufen am 8. Januar 2018 (englisch).
5. ↑  Lance Hool Biography (1948-). In: filmreference.com. Abgerufen am 7. Januar 2018 (englisch).

| Personendaten    | Personendaten                                           |
| ---------------- | ------------------------------------------------------- |
| NAME             | Hool, Lance                                             |
| KURZBESCHREIBUNG | mexikanischer Filmproduzent, Schauspieler und Regisseur |
| GEBURTSDATUM     | 11. Mai 1948                                            |
| GEBURTSORT       | Mexiko-Stadt, Mexiko                                    |